# ユルィヨ・ヒエタネン
ユルィヨ・ヒエタネン(Yrjö Hietanen、1927年7月7日 - 2011年3月26日）は、フィンランドのカヌー選手。南スオミ州ウーシマー県ヘルシンキ出身。
1952年ヘルシンキオリンピックのカヌー競技に出場し、カヤックペア1000mとカヤックペア10000mで金メダルに輝いている。1956年メルボルンオリンピックでもカヤックペア10000mの代表に選ばれたが、7位に終わった。